# 8 Марта (район Рудаки)
8 марта (тадж. 8 март) — село в районе Рудаки Республики Таджикистан. Входит в состав джамоата (сельской общины) Чоргултеппа.
Находится на расстоянии 1 км от районного центра (пгт. Сомониён).
Население — 1151 чел. (2017).